# Finlandia en los Juegos Olímpicos de París 1924
Finlandia estuvo representada en los Juegos Olímpicos de París 1924 por un total de 121 deportistas que compitieron en 12 deportes.  
El portador de la bandera en la ceremonia de apertura fue el atleta Elmer Niklander.

## Medallistas
El equipo olímpico finlandés obtuvo las siguientes medallas:
| Nombre                                                                             | Deporte            | Competición                    |
| ---------------------------------------------------------------------------------- | ------------------ | ------------------------------ |
| Oro                                                                                |                    |                                |
| Paavo Nurmi                                                                        | Atletismo          | 1500 m M                       |
| Paavo Nurmi                                                                        | Atletismo          | 5000 m M                       |
| Paavo Nurmi                                                                        | Atletismo          | Campo a través ind. M          |
| Ville Ritola                                                                       | Atletismo          | 10 000 m M                     |
| Ville Ritola                                                                       | Atletismo          | 3000 m con obstáculos M        |
| Elias Katz Paavo Nurmi Ville Ritola                                                | Atletismo          | 3000 m por eqs. M              |
| Heikki Liimatainen Paavo Nurmi Ville Ritola                                        | Atletismo          | Campo a través por eqs. M      |
| Albin Stenroos                                                                     | Atletismo          | Maratón M                      |
| Jonni Myyrä                                                                        | Atletismo          | Jabalina M                     |
| Eero Lehtonen                                                                      | Atletismo          | Pentatlón M                    |
| Kalle Anttila                                                                      | Lucha grecorromana | 62 kg M                        |
| Oskari Friman                                                                      | Lucha grecorromana | 67,5 kg M                      |
| Edvard Westerlund                                                                  | Lucha grecorromana | 75 kg M                        |
| Kustaa Pihlajamäki                                                                 | Lucha libre        | 56 kg M                        |
| Plata                                                                              |                    |                                |
| Ville Ritola                                                                       | Atletismo          | 5000 m M                       |
| Ville Ritola                                                                       | Atletismo          | Campo a través ind. M          |
| Erik Wilen                                                                         | Atletismo          | 400 m vallas M                 |
| Elias Katz                                                                         | Atletismo          | 3000 m con obstáculos M        |
| Vilho Niittymaa                                                                    | Atletismo          | Disco M                        |
| Anselm Ahlfors                                                                     | Lucha grecorromana | 58 kg M                        |
| Aleksanteri Toivola                                                                | Lucha grecorromana | 62 kg M                        |
| Arthur Lindfors                                                                    | Lucha grecorromana | 75 kg M                        |
| Edil Rosenqvist                                                                    | Lucha grecorromana | -82,5 kg M                     |
| Kaarlo Mäkinen                                                                     | Lucha libre        | 56 kg M                        |
| Volmar Wikström                                                                    | Lucha libre        | 66 kg M                        |
| Eino Leino                                                                         | Lucha libre        | 72 kg M                        |
| Konrad Huber                                                                       | Tiro               | Foso M                         |
| Bronce                                                                             |                    |                                |
| Eero Berg                                                                          | Atletismo          | 10 000 m M                     |
| Vilho Tuulos                                                                       | Atletismo          | Triple salto M                 |
| Väinö Ikonen                                                                       | Lucha grecorromana | 58 kg M                        |
| Kalle Westerlund                                                                   | Lucha grecorromana | 67,5 kg M                      |
| Onni Pellinen                                                                      | Lucha grecorromana | 82,5 kg M                      |
| Arvo Haavisto                                                                      | Lucha libre        | 66 kg M                        |
| Vilho Pekkala                                                                      | Lucha libre        | 79 kg M                        |
| Lennart Hannelius                                                                  | Tiro               | Pistola rápida de fuego 25 m M |
| Werner Ekman Konrad Huber Robert Huber Georg Nordblad Toivo Tikkanen Karl Wegelius | Tiro               | Tiro al pichón por eqs. M      |
| Hans Dittmar                                                                       | Vela               | Monotype class M               |